# Pavel Haas Quartet
Pavel Haas Quartet je české smyčcové kvarteto ve složení: Veronika Jarůšková (1. housle), Marek Zwiebel (2. housle), Šimon Truszka (viola), Peter Jarůšek (violoncello). U pultu druhých houslí se již dříve vystřídaly Kateřina Gemrotová, Marie Fuxová a Eva Kárová. Na violu hrál do roku 2016 Pavel Nikl, v letech 2016-2017 Radim Sedmidubský a v letech 2018-2019 Jiří Kabát, později Luosha Fang v letech 2021-2022, Karel Untermüller v letech 2022-2023, později Šimon Truszka.

## Vznik a pojmenování
Kvarteto vzniklo v roce 2002. Založila jej Veronika Jarůšková s violistou Pavlem Niklem. Pavel Nikl v 2016 z rodinných důvodů kvarteto opustil, ale dále s nimi spolupracuje jako stálý host souboru.
Kvartet nese jméno skladatele Pavla Haase (1899–1944), který patřil k nejvýraznějším Janáčkovým žákům a zahynul v Osvětimi v roce 1944. Název svého souboru si členové kvarteta zvolili poté, co vyslechli americké nahrávky všech tří Haasových kvartetů a obdrželi svolení k užívání názvu od skladatelovy dcery Olgy Smrčkové.
V rámci prestižní Academia di Musica della Quartetto ve Florencii kvarteto studovalo u významných osobností komorní hudby, jakými jsou Piero Farulli (Quartetto Italiano), Christophe Coin (Quatuor Mosaiques)[zdroj?], Valentin Berlinski (Borodin Quartet), Norbert Brainin (Amadeus Quartet)[zdroj?] a Hatto Bayerle (Alban Berg Quartet)[zdroj?]. Průběžně spolupracuje s profesorem Milanem Škampou (violistou legendárního Smetanova kvarteta) a v rámci studijního programu ProQuartet s Walterem Levinem (LaSalle Quartet).

## Účinkování a ocenění
Roku 2003 kvarteto účinkovalo společně se Škampovým kvartetem v Oktetu op. 20 Felixe Mendelssohna-Bartholdyho v londýnské Wigmore Hall. Prvním zásadním úspěchem kvarteta byla cena Vittorio E. Rimbotti ve Florencii (2004), jejíž součástí bylo koncertní vystoupení ve významném sále Teatro della Pergola. V roce 2005 Pavel Haas Quartet zvítězil v mezinárodní soutěži Pražského jara a v soutěži Paola Borcianiho v italském Reggio Emilia. Součástí této ceny bylo turné zahrnující přes 40 koncertů po USA, Japonsku a Evropě. Kvarteto též získalo cenu za nejlepší provedení skladby Sira Petera Maxwella Daviese, se kterou bylo spojeno účinkování na festivalu St. Magnus ve skotském Orkney. V roce 2006 obdrželo Cenu Českého spolku pro komorní hudbu.
V roce 2006 byl Pavel Haas Quartet nominován Kolínskou filharmonií na jednu z „Vycházejících hvězd“ ECHO (European Concert Hall Organisation). Následně uskutečnil řadu koncertů ve významných evropských sálech (např. Konzerthaus ve Vídni, Mozarteum v Salcburku, Concertgebow v Amsterdamu, Symphony Hall v Birminghamu) a v USA (Carnegie Hall v New Yorku). V dalších letech kvarteto hrálo např. na Edinburgh International Festival, the Mariinsky Concert Hall v St. Peterburgu a v Louvre v Paříži. V Japonsku nahrálo koncert z děl Janáčka a Haase pro televizi NHK. V letech 2007 až 2009 se zúčastnilo programu BBC Radio 3 New Generation Artists, což mu otevřelo dveře do studia BBC. V květnu 2009 se nahrávka Beethovenových kvartetů objevila jako cover CD BBC Music Magazine.
Pavel Haas Quartet je zastupován britskou agenturou Intermusica.

## Ediční činnost
V roce 2006 podepsal Pavel Haas Quartet exkluzivní smlouvu se Supraphonem. V témže roce vyšlo jeho první CD (Janáček, Haas), které se setkalo s mimořádným ohlasem. Deníkem The Daily Telegraph bylo zvoleno za CD roku 2006, stanicí BBC Radio 3 CD týdne, Classics Today Deskou měsíce, časopisem BBC Music Magazine Deskou měsíce v oblasti komorní hudby a získalo Supersonic Award časopisu Pizzicato. V roce 2007 získalo cenu Gramophone Awards za nejlepší komorní nahrávku.
Druhé CD (opět Janáček, Haas) bylo vybráno časopisem Gramophone jako Editor’s Choice mezi deset nejlepších CD měsíce dubna 2008 a stanicí BBC Radio 3 bylo oceněno jako CD týdne. Třetí CD (Beethoven) bylo součástí časopisu BBC Music Magazine (květen 2009). Čtvrté CD (Prokofjev) vyšlo v lednu 2010 a získalo cenu nejvýznamnějšího francouzského hudebního časopisu Diapason - Diapason d'Or de l'Année 2010. Páté CD (Dvořák) se dostalo k posluchačům v říjnu téhož roku a získalo ocenění Disc of the Month vánočního vydání časopisu BBC Music Magazine. Také toto CD získalo v říjnu 2011 cenu Gramophone Awards za nejlepší komorní nahrávku a navíc i za nahrávku roku.
První, druhé, čtvrté a páté CD obdržely nejvyšší možné hodnocení (10/10) na ClassicsToday.com.

### Diskografie
- 2006 – Leoš Janáček: Smyčcový kvartet č. 2 „Listy důvěrné“, Pavel Haas. Smyčcový kvartet č. 2 „Z Opičích hor“, op. 7 (bicí nástroje: Colin Currie), Supraphon 2006, kat. č. SU 3877-2 131.[16][17]
- 2007 – Leoš Janáček: Smyčcový kvartet č. 1 z podnětu Tolstého Kreutzerovy sonáty, Pavel Haas: Smyčcový kvartet cis moll č. 1, op. 3 a Smyčcový kvartet č. 3, op. 15, Supraphon 2007, kat. č. SU 3922-2 131.[18][19]
- 2009 – Ludwig van Beethoven: String Quartet in C minor, Op. 18 No. 4, String Quartet in F major, Op. 135, String Quartet in F minor, Op. 95, „Quartetto serioso“ (BBC Music Magazine Cover CD, May 2009).[13]
- 2010 – Sergej Prokofjev: Smyčcový kvartet h moll č. 1, op. 50, Sonáta pro dvoje housle C dur, op. 56 a Smyčcový kvartet č. 2 F dur „na kabardinská témata“, op. 92, Supraphon 2010, kat. č. SU 3957-2 131.[20][21]
- 2010 – Antonín Dvořák: Smyčcový kvartet č. 13 G dur, op. 106, B. 192 a Smyčcový kvartet č. 12 F dur „Americký“, op. 96, B. 179, Supraphon 2010, kat. č. SU 4038-2 131.[22]
- 2017 - Pavel Haas Quartet, Boris Giltburg, Pavel Nikl: Antonín Dvořák - Klavírní kvintet č. 2 A dur op. 81 (1887), Smyčcový kvintet Es dur op. 97 (1893).[23] Nahrávka byla oceněna mimo jiných cen i cenou Gramophone Classical Music Award 2018[24]
- 201̈9 - Pavel Haas Quartet - Dmitrij Šostakovič - Smyčcový kvartet č. 2 A dur op. 68 (1944). Smyčcový kvartet č. 7 fis moll op. 108 (1960). Smyčcový kvartet č. 8 c moll op. 110 (1960)